# Tango Bar (2024)
Tango Bar ist ein Film des venezolanischen Regisseurs Gibelys Coronado aus dem Jahr 2024, der auf dem gleichnamigen Roman von Francisco Villarroel basiert und von César Bolívar inszeniert wurde.
Der Film feierte seine Premiere bei der Abschlusszeremonie des 10. Rajasthan International Film Festival am 31. Januar 2024 im The Gem Cinema, MI Road, Jaipur, Rajasthan, Indien, wo er den Preis für den besten Film gewann. Der Film hatte am 7. März 2024 seine Premiere in den Kinos in Venezuela.
Auf seiner Tournee durch internationale Veranstaltungen nahm der Film am 7. Santander International Film Festival (SANFICI) teil und bei der 28. Ausgabe des Regionalen und Internationalen Film festivals von Guadeloupe (FEMI).

## Handlung
Maria, eine junge Frau, die Model werden wollte, wird dazu verleitet, ins Ausland zu reisen, weil sie glaubt, dass sie sich ihren Traum von internationalem Ruhm erfüllen wird. Als sie im Zielland ankommt, wird ihr klar, dass sie zum Zwecke der sexuellen Ausbeutung gehandelt wurde. In der Tango Bar wird sie vom Bordellbesitzer Rubén gewaltsam überwältigt, aber María gibt ihren Wunsch, ihre Freiheit wiederzuerlangen, nie auf.